# Twin Squash
Twin Squash est un jeu vidéo de type casse-briques développé par Sega, sorti en 1992 sur borne d'arcade.